# George Pullman
George Pullman, född 3 mars 1831 i Brocton, New York, USA, död 19 oktober 1897 i Chicago, Illinois, var en amerikansk ingenjör och industrialist. Han uppfann sovvagnen 1864 och grundade företaget Pullman Company.

## Biografi
Pullman var son till snickaren James Lewis Pullman Emily Caroline, född Minton. År 1845 flyttade familjen till 
Albion, New York längs Eriekanalen 1845, där hans far arbetade med att utvidga kanalen. Utvidgningen behövdes då kanalen vid den tiden hade en omfattande trafik av paketbåtar med människor på dagsutflykter tillsammans med mer långväga resenärer och gods som skulle förflyttas över delstaten. Hans far hade uppfunnit en maskin som med hjälp av domkrafter kunde flytta byggnader eller andra strukturer som var i vägen vid kanalutvidgningen och placera dem nya fundament, och hade patenterat maskinen 1841.  Pullman studerade i lokala skolor och hjälpte sin far genom att lära sig andra färdigheter, som bidrog till hans senare framgångar. Han lämnade skolan 1855 då hans far gick bort.
Pullman blev sedan biträde hos en lanthandlare och tog samtidigt över familjeföretaget. År 1856 vann han ett kontrakt med staten New York för att förflytta 20 byggnader ur vägen för den fortsatta utbyggnaden av kanalen.

### Chicago
Som ung ingenjör kom Pullman till Chicago, Illinois 1857 när staden stod i beredskap att bygga landets första omfattande avloppssystem. Pullman bildade ett samägt bolag som kallades Ely, Smith & Pullman. Chicago byggdes på lågt liggande myrmark, och människor beskrev leran på gatorna som tillräckligt djup för att en häst skulle kunna drunkna. Den växande staden behövde ett avloppssystem, och Pullmans blev ett av flera företag som hyrdes in för att lyfta flervåningsbyggnader fyra till sex fot så att både kloakledningar kunde byggas och grunderna förbättras. Projektet skulle innebära en effektiv höjning av gatunivån 6–8 fot, för att först bygga ledningar i marknivå och sedan täcka dem. Pullmans bolag fick god reklam för höjningen av det massiva Tremont House, ett sex våningars hotell i tegel, medan gästerna fortfarande bodde kvar i huset.

### Pullmans sovvagn
Pullmans entreprenörskap ledde honom till utvecklingen av en sovvagn för järnvägen, Pullmanvagnen eller "palatsvagnen". Denna utformades efter paketbåtarna som gick i Erie-kanalen i hans ungdom i Albion. Den första vagnen var klar 1864.
När president Abraham Lincoln mördats 1865 arrangerade Pullman så att hans kropp kunde transporteras från Washington, DC till Springfield i en sovvagn, för vilket han fick nationell uppmärksamhet. Lincolns kropp förflyttades med presidentens tåg som han själv hade beställt tidigare under året och som även hade särskilda vagnar för presidentens överlevande familj. 
Pullmanvagnen hade bredare hjulbas, vilket krävde bredare spårvidd och som ett resultat av att många människor såg ”palatsvagnen” blev den eftertraktad och resulterade i en större förändring av spårvidden för alla järnvägar. Beställningar på hans nya vagn började strömma in i hans företag och sovvagnarna visade sig vara framgångsrika även om de kostade mer än fem gånger så mycket som en vanlig järnvägsvagn. De marknadsfördes som "lyx för medelklassen."
År 1867 introducerade Pullman sitt första "hotell på hjul", Presidenten, en sovvagn med ett tillhörande kök och restaurangvagn. Maten kunde konkurrera med tidens bästa restauranger och tjänsten var oklanderlig. Ett år senare 1868 lanserade han Delmonico, världens första sovvagn som ägnas åt god mat. Delmonicomenyn gjordes av kockar från New Yorks berömda Delmonicos Restaurant.
Både Presidenten och Delmonico och efterföljande sovvagnar från Pullman erbjöd förstklassig service. Företaget anlitade frigivna afroamerikaner som Pullman-portierer. Många av männen hade varit tidigare inhemska slavar i söder. Deras nya roller krävde att de skulle agera som portierer, servitörer, betjänt och underhållare i en och samma person. Eftersom de betalades relativt bra och fick resa i hela landet blev anställningen ansedd som prestigefylld, och Pullmanportierer respekterades bland de svarta i samhället.
Pullman ansåg att om hans sovvagnar skulle bli framgångsrika, behövde han tillhandahålla ett brett utbud av tjänster till resenärer som att samla biljetter, boka sovplatser, skicka telegram, hämta smörgåsar, reparera trasiga byxor, omvandla dagvagnar till sovvagnar, etc. Pullman trodde att före detta husslavar vid plantagerna i Sydstaterna hade rätt kombination av utbildning för att betjäna affärsmän som skulle vara stamgäster i hans "palatsvagnar." Pullman blev afrikamerikanernas största enskilda arbetsgivare i USA efter inbördeskriget.
År 1869 köpte Pullman ut Detroit Car and Manufacturing Company och köpte patent och verksamhet av sin östliga konkurrent, Central Transportation Company 1870. Våren 1871 utlöste Pullman, Andrew Carnegie och andra ut borgensåtagande i det ekonomiskt oroliga Union Pacific och gick in i styrelsen. År 1875 ägde Pullmanföretaget patent på 100 000 dollar, hade 700 vagnar i drift och hade flera hundra tusen dollar på banken.
År 1887, designade och etablerade Pullman systemet med "västreglerade tåg", med vagnar sammanlänkade av täckta landgångar istället för öppna plattformar. Dessa ”entréer” togs först i bruk på Pennsylvania Railroads linjer. Den franska samhällsvetenskapsmannen Paul de Rousiers (1857–1934), som besökte Chicago 1890, skrev om Pullmans tillverkningskomplex, "Allt görs i ordning och med precision. Man känner att någon hjärna av överlägsen intelligens, stödd av en lång teknisk erfarenhet, har tänkt på alla möjliga detaljer."

## Pullmans företagsstad

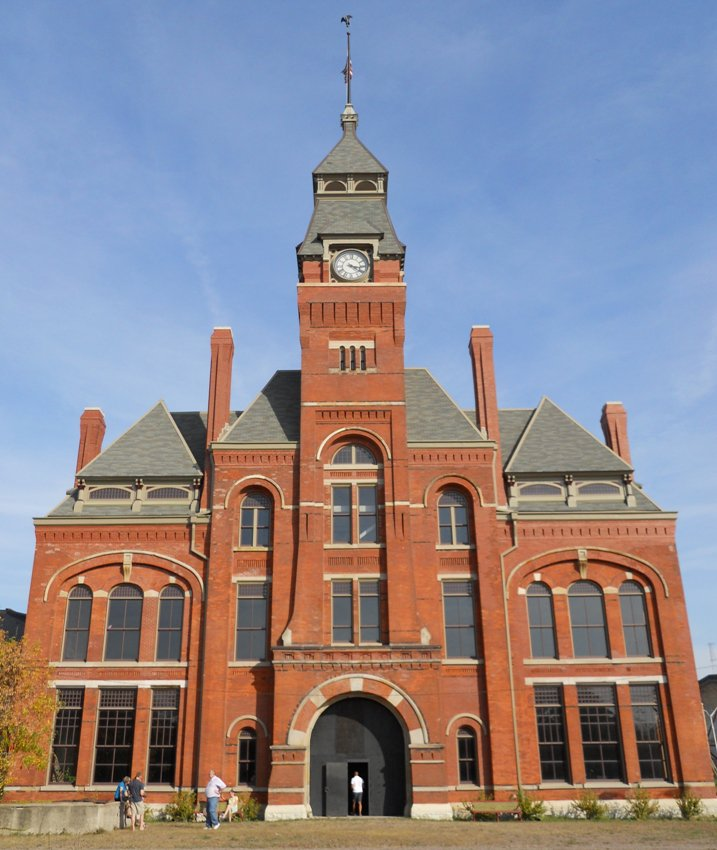
Administrationsbyggnad i Pullman

År 1880 köpte Pullman 16 km2 mark, nära sjön Calumet cirka 23 km söder om Chicago vid Illinois Central Railroad, för 800 000 dollar. Han anlitade Solon Spencer Beman för att bygga upp sin nya anläggning där. Genom att försöka lösa frågan om otrygghet och fattigdom bland arbetarna byggde han också en företagsstad intill sin fabrik. Den innehöll bostäder, shoppingområden, kyrkor, teatrar, parker, hotell och bibliotek för hans fabriksanställda. De 1 300 ursprungliga byggnaderna byggdes helt av Cleveland Spencer Beman. Komplexets centrum var administrationsbyggnaden och en konstgjord sjö. Hotel Florence, uppkallad efter Pullman dotter, byggdes i närheten.
Det modellplanerade samhället blev en ledande attraktion för besökare som deltog i World's Columbian Exposition 1893 och fick rikstäckande uppmärksamhet. Den nationella pressen berömde Pullman för hans välvillighet och vision. Enligt dödlighetsstatistiken var det en av de mest hälsosamma platserna i världen.
Pullmansamhället är ett historiskt distrikt som har listats i det nationella register över historiska platser. Marktown, Indiana, Clayton Marks planerade arbetargemenskap, utvecklades i närheten.

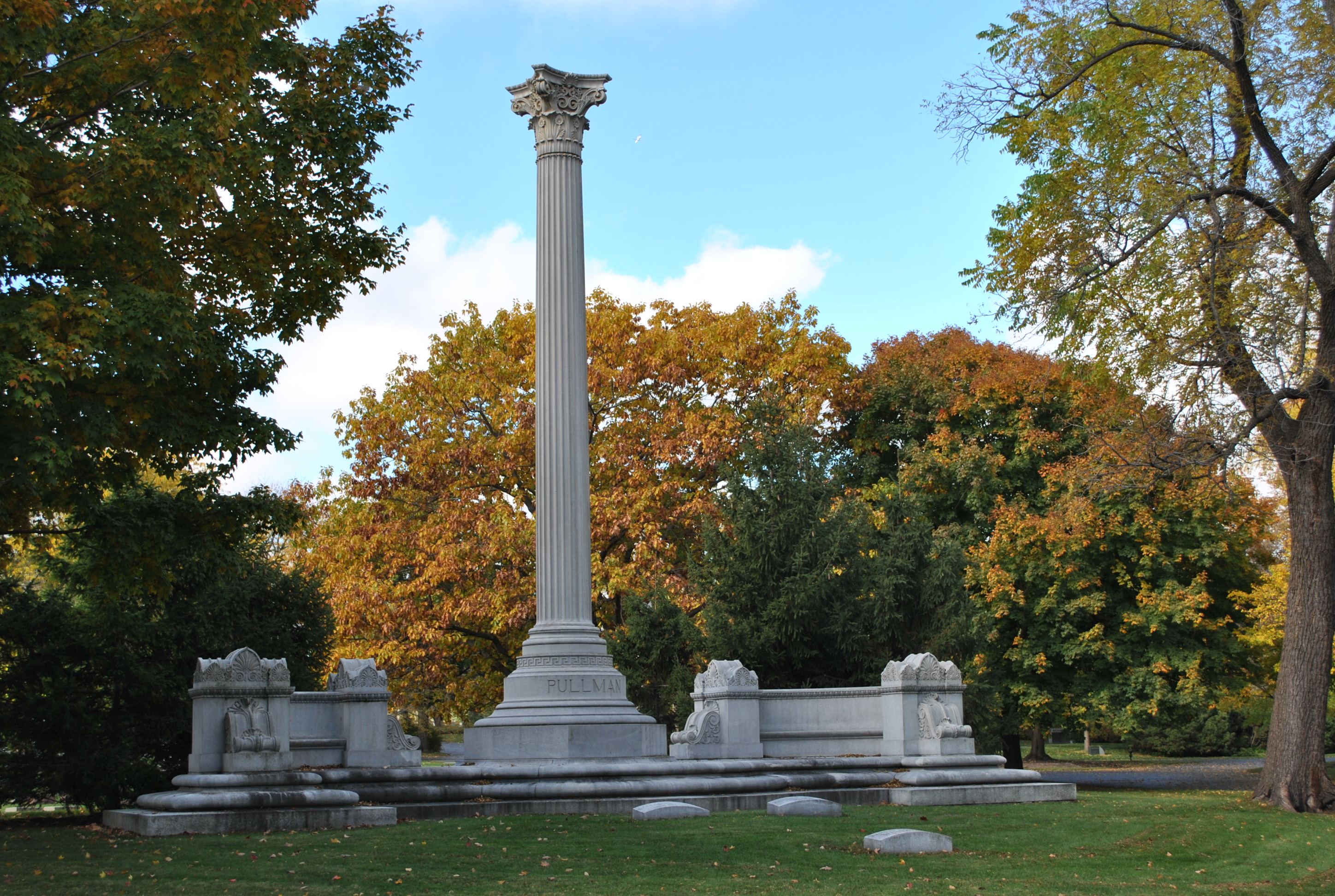
George Pullmans grav på Graceland Cemetery i Chicago.

Pullman avled i en hjärtattack i Chicago, Illinois då han var 66 år gammal. Pullman begravdes på Graceland Cemetery i Chicago, Illinois.  George och hans fru Hattie hade fyra barn Florens, Harriett, George Jr. och Walter Sanger Pullman.

## Arv
- I Pullmans testament lämnade han 1,2 miljoner dollar[10] för att inrätta Pullman Free School of Manual Training för barn till anställda i Pullman Palace Car Company och invånarna i det närliggande Roseland community. År 1950 öppnade George M. Pullman Education Foundation Pullman Free School of Manual Training, även känd som Pullman Tech, efter att den stängt sina dörrar 1949. George M. Pullman Education Foundation ligger i Chicago, Illinois, och stöder collegebundna gymnasieskolor med meriteringsbaserade, behovsbaserade stipendier för att gå på högskolan efter eget val. Sedan grundandet har stiftelsen tilldelat ca 30 miljoner dollar till över 13 000 utestående Cook County-studenter.
- Staden Pullman, Washington, har fått sitt namn till hans ära. Staden förväntade sig att han skulle bygga stora järnvägar i Pullman, men sträckningen gick istället in i Spokane.
- Pullman Memorial Universalist Church (1894) i Albion, New York, finansierades och byggdes av Pullman till minne av hans föräldrar.